# つくば秀英高等学校
つくば秀英高等学校（つくばしゅうえいこうとうがっこう、英語：TsukubaShuei High School）は、茨城県つくば市島名にある私立高等学校。

## 概要
筑波研究学園都市内に立地し、「ともに未来へ」を教育理念、自主・博愛・創造の3つを建学の精神に据えている高等学校である。S・AB（2019年度入学生より「T」に名称変更）の2つのカリキュラムを設けた2学期制を採っている。
校歌「風光る」はさだまさしが作詞・作曲した。

## 交通等
- 最寄りの鉄道駅は、つくばエクスプレス線万博記念公園駅である。
- 茨城県南部・西部に、スクールバスを運行している。また、つくば市コミュニティバスのつくバス「谷田部シャトル」が「つくば秀英高校」バス停を経由してつくばエクスプレス線研究学園駅・万博記念公園駅・みどりの駅を結んでいる。

## 著名な卒業生
- 江柄子裕樹（元プロ野球選手）
- 大山悠輔（プロ野球選手）
- 黒須成美（近代五種選手）
- 塚原頌平（元プロ野球選手）
- 中塚駿太（プロ野球選手）
- 長井良太（元プロ野球選手）
- 野澤佑斗（元プロ野球選手）
- 山田大樹（元プロ野球選手）
- 山中尭之  (元プロ野球選手)
- 野上廉太郎（柔道選手）
- 野口真寛（ラグビー選手）
- 山田啓介（元ラグビー選手）
- 上田敦史（フリーアナウンサー）
- 小島元基　(バスケットボール選手)

## 著名な教職員
- 阿井英二郎 - 元教員・元野球部監督。
- 高谷育弘 - 教員・ラグビー部監督。大阪工業大学高等学校（現在の常翔学園高校）出身。